# Henri Giscard d'Estaing
Pour les autres membres de la famille, voir Famille Giscard d'Estaing.
Henri Marie Edmond Valéry Giscard d’Estaing, né le 17 octobre 1956 dans le 15e arrondissement de Paris, est le fils aîné de Valéry Giscard d'Estaing et d'Anne-Aymone Sauvage de Brantes, le deuxième de la fratrie de quatre ; il est homme d'affaires, chef d'entreprise et ancien homme politique français.

## Biographie
Élève au collège de Passy-Buzenval puis au lycée Saint-Jean de Passy à Paris, il poursuit ses études à l’Institut d’études politiques de Paris, avant d'obtenir une maîtrise de sciences économiques à Assas. En 1979, il est élu conseiller général de Loir-et-Cher (représentant le canton de Marchenoir) et devient à 22 ans le plus jeune élu à ce poste en France ; il siège au sein de l'assemblée départementale jusqu'en 1992. À titre anecdotique, il participe au défilé militaire du 14 juillet 1980 en tenue de chef de peloton de chars devant son père, alors président de la République. Il aide celui-ci lors de la campagne présidentielle de 1981 en devenant le responsable du Mouvement des jeunes giscardiens.
Après avoir débuté comme directeur de l'Institut d'études Cofremca spécialisée dans le marketing en 1982, il entre chez Boussois-Souchon-Neuvesel-Danone en 1987. Il occupe le poste de directeur du développement entre 1987 et 1990, puis celui de directeur général de HP - Lea et Perrins au Royaume-Uni durant deux ans. Administrateur et directeur général d'Évian de 1992 et 1994, il termine sa carrière au sein du groupe Danone en tant que directeur général de la branche eaux minérales.
En 1997, il rejoint le Club Méditerranée en tant que directeur général adjoint chargé des finances, du développement et des relations internationales et membre du directoire de la société. Il devient directeur général en 2001, président du directoire, succédant à Philippe Bourguignon, démissionnaire, l'année suivante, puis président-directeur général à partir de 2005. Il tente de redresser le groupe, en difficulté financière, par un repositionnement du Club Méditerranée vers le haut de gamme, et la cession des filiales Jet Tours à Thomas Cook et du Club Med Gym à la famille Benetton.
En juillet 2025, il est évincé de son poste par le groupe Fosun, propriétaire de l'entreprise.
Président du conseil d'administration de Jet Tours entre 2001 et sa cession, il est aussi administrateur du Groupe Casino de 2004 à 2016 et membre du conseil de surveillance de Vedior de 2006 à 2008.

## Vie privée
Il épouse à Naarden, le 30 juin 1984, la jonkvrouw Wilhelmine Jeanne Mathilde Elisabeth Sickinghe, aristocrate néerlandaise, née en 1956. Il est le père de trois enfants : Frédéric, Sophie et May.